# Nietkowice
Nietkowice (dawne nazwy niemieckie: Straßburg (Oder), Deutsch Nettkow) – wieś w Polsce nad Odrą położona w województwie lubuskim, w powiecie zielonogórskim, w gminie Czerwieńsk, przy drodze wojewódzkiej nr 278 i linii kolejowej nr 273. We wsi znajduje się przystanek kolejowy oraz most kolejowy na Odrze. W latach 1520–1713 miejscowość posiadała prawa miejskie.
W latach 1954–1972 wieś należała i była siedzibą władz gromady Nietkowice. W latach 1945–54 siedziba gminy Nietkowice. W latach 1975–1998 miejscowość administracyjnie należała do województwa zielonogórskiego.

## Zabytki
Do wojewódzkiego rejestru zabytków wpisane są:
- stajnia i obora w dawnym zespole dworskim, XIX wieku

inne zabytki:
- pałac klasycystyczny wzniesiony w miejscu starszego po pożarze w 1830 r., murowany, piętrowy z dwuspadowym dachem. Wielokrotnie przebudowany budynek zatracił walory historyczne, obecnie służy jako dom mieszkalny
- kościół parafialny pw. Najświętszego Serca Pana Jezusa z początku XIX wieku, Budowla orientowana, murowana, jednonawowa, z apsydą i czterokondygnacyjną wieżą[6].